# استفان یاراچ
اِستفان یاراچ (لهستانی: Stefan Jaracz؛ ۲۴ دسامبر ۱۸۸۳ – ۱۱ اوت ۱۹۴۵) بازیگر و تهیه کنندهٔ تئاتر اهل لهستان بود.
از فیلم‌هایی که وی در آن نقش داشته است می‌توان به جنگل جوان، شاهزاده وُویتسکا، کنتس والوسکا و پان تادئوش،  اشاره کرد.